# Raotenga
Raotenga ist ein Dorf in Burkina Faso, in der Region Boucle du Mouhoun, der Provinz Nayala und dem Departement Toma. Raotenga liegt am südlichen Rand der Sahelzone und hat 242 Einwohner (1996).